# Качая железо 2: Женщины
«Качая железо 2: Женщины» — документальный фильм.
Фильм критиковался за тенденциозное изображение этого вида спорта и главных героинь — культуристок Бев Френсис и Рейчел Маклиш.

## Сюжет
Фильм о женском бодибилдинге, о подготовке и проведении состязаний на кубок Caesars World Cup (1983). Эти состязания были проведены специально для фильма и в нём участвовали как профессиональные культуристки, так и любительницы, что было нарушением правил федерации бодибилдинга.